# Visavadar
Visavadar là một thành phố và khu đô thị của quận Junagadh thuộc bang Gujarat, Ấn Độ.

## Địa lý
Visavadar có vị trí 21°23′B 70°41′Đ / 21,38°B 70,68°Đ Nó có độ cao trung bình là 91 mét (298 feet).

## Nhân khẩu
Theo điều tra dân số năm 2001 của Ấn Độ, Visavadar có dân số 18.048 người. Phái nam chiếm 51% tổng số dân và phái nữ chiếm 49%. Visavadar có tỷ lệ 71% biết đọc biết viết, cao hơn tỷ lệ trung bình toàn quốc là 59,5%: tỷ lệ cho phái nam là 77%, và tỷ lệ cho phái nữ là 65%. Tại Visavadar, 12% dân số nhỏ hơn 6 tuổi.